# Tillmann Benfer
Tillmann Benfer (* 1956 in Siegen) ist ein deutscher Kirchenmusiker.

## Biografie
Benfer studierte Kirchenmusik in Köln und Herford. Von 1990 bis  Juni 2022 war er Kirchenmusikdirektor am Dom zu Verden. Er war dort Leiter des Domchores, leitet aber weiterhin den Posaunenchor. Ferner ist er Leiter des der camerata vocale göttingen. Er lehrt als Honorarprofessor künstlerisches Orgelspiel an der Hochschule für Künste Bremen.

## Tondokumente
- Die Orgeln im Dom zu Verden
- Orgellandschaft zwischen Elbe und Weser